# Operation Bodenplatte
Operation Bodenplatte genomfördes 1 januari 1945 och var ett försök av det tyska flygvapnet, Luftwaffe, att tillfoga de allierade flygförbanden i främst Belgien och Nederländerna ett stort nederlag genom att anfalla de allierade flygplanen på marken. Operationen syftade också till att understödja den pågående Ardenneroffensiven.
Operationen var från början planerad till den 16 december 1944, det vill säga samma dag som Ardenneroffensiven startade, men dåligt väder omöjliggjorde detta. Planen innebar att 17 allierade flygbaser i Belgien, Nederländerna och Frankrike överraskande skulle anfallas och så många flygplan, depåer, hangarer och flygfält som möjligt skulle förstöras. Alla tillgängliga tyska flygstridskrafter drogs samman för offensiven. Tyska flygförband med bland annat Junkers Ju 88 och Junkers Ju 188 sattes in, men de flesta anfallen genomfördes av jaktplan av typen Messerschmitt Bf 109 och Focke-Wulf Fw 190. Enligt en vanlig uppgift satte tyskarna in 1035 flygplan i Operation Bodenplatte, men sentida forskning visar att tyskarna själva rapporterade en insats av 622 flygplan.
Under operationen skadades eller förstördes minst 534 allierade flygplan, varav kanske 70 i luftstrid. De allierade försökte emellertid själva dölja den verkliga omfattningen av sina flygplanförluster, som kan ha varit uppemot 600. Flera av de flygfält som anfölls kunde inte användas upp till två veckor. Luftwaffe förlorade 280 flygplan, varav 30-35 på grund av vådabeskjutning av tyskt luftvärn (de tyska cheferna över luftvärnsförbanden kände inte till offensiven och förutsatte att planen var allierade). De tyska förlusterna i erfarna piloter och chefer var mycket kännbara.
Operation Bodenplatte kan ses som en kortvarig taktisk framgång eftersom de allierades flyg blev allvarligt försvagat för en tid. Oberst Rudolf Wodarg, underrättelseofficer i Luftwaffes underrättelseavdelning, fastslog i den utvärdering av Operation Bodenplatte som han gjorde den 27 januari 1945 att de tyska flygbasanfallen den 1 januari 1945 "hindrade" de allierades flyginsats "under de första dagarna av januari som en följd av att oljedepåer bränts ned, begränsad möjlighet att landa på flygfälten, omdirigerandet av flygplan och att transportflygningarna blev inställda". Den tyska krigsmaktens överkommando kunde även konstatera att de tyska marktrupperna upplevde "en kort lättnad" i de allierade flyganfallen som ett resultat av Operation Bodenplatte.

### Litteratur

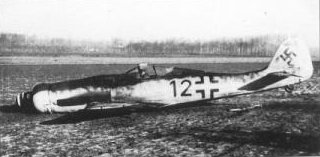
Ett nedskjutet tyskt jaktplan Fw 190 D-9 nära Bryssel, 1 januari 1945.